# Barolong
I Barolong (o Rolong, a volte presente anche la grafia BaRolong) sono una delle principali etnie in cui si divide il popolo Tswana dell'Africa Meridionale, essi sono stanziati principalmente nella zona di Mafikeng nella Provincia del Nordovest del Sudafrica. Altre importanti comunità si trovano presso Lotlhakane nel distretto meridionale del Botswana e a Thaba Nchu nella provincia del Free State sudafricano.

## Storia
Secondo la tradizione i Barolong prendono il nome dal loro primo capo Morolong che guidò il popolo nella migrazione dalla regione dei Grandi Laghi ai territori meridionali intorno al XV secolo. Tra i vari capi tribali che si susseguirono uno dei principali fu Tau che si distinse per le sue abilità di guerriero e morì a Taung intorno al 1760. Tau ebbe dieci figli, i dissidi e le lotte tra i suoi diretti discendenti portarono alla formazione dei principali clan Barolong ancora oggi esistenti.
Alcuni capi tribali Barolong, quali James Moroka e Silas Molema hanno avuto un ruolo primario nella creazione dell'African National Congress, il partito sudafricano che si batté contro l'apartheid.